# Maquiavelismo

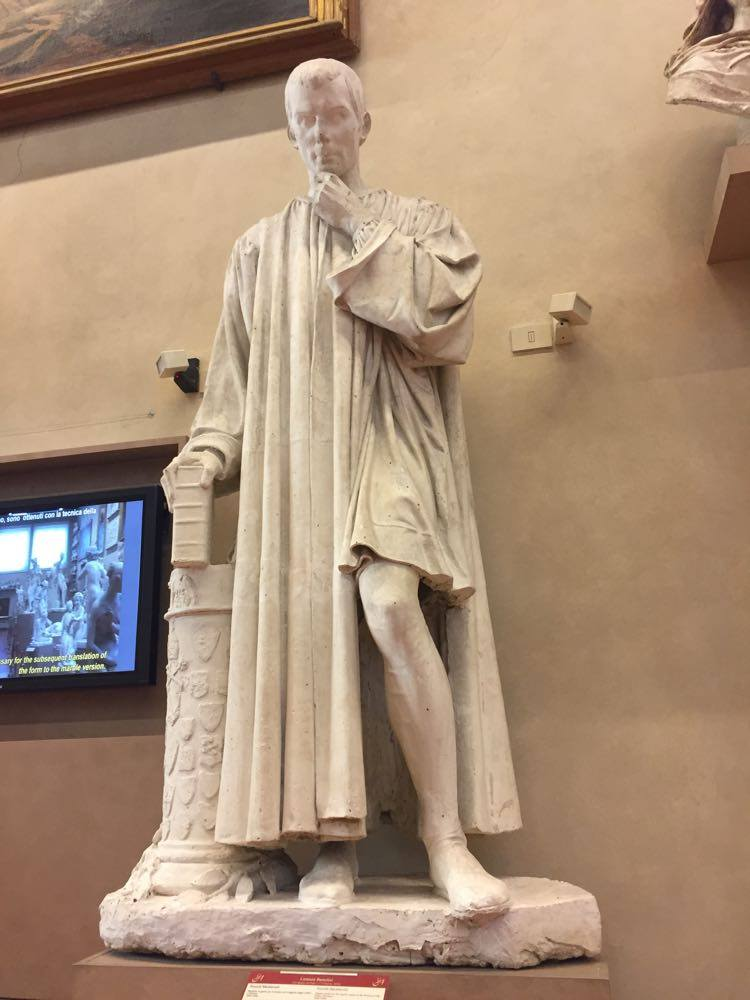
Estatua de Nicolás Maquiavelo en la Galería de la Academia de Florencia.

El maquiavelismo posee dos significados. En su acepción doctrinal, se refiere a la doctrina política formulada por Nicolás Maquiavelo, pensador renacentista, cuyo eje fundamental radica en la supremacía de la razón de Estado sobre los principios éticos tradicionales. Esta perspectiva sostiene que, en el ámbito político, la consecución y preservación del poder estatal justifica el uso de cualquier medio necesario, incluidos los métodos considerados inmorales o cínicos, como el fraude, la manipulación política o la coerción. Según Maquiavelo, un gobernante debe actuar con pragmatismo absoluto, adaptándose a las circunstancias sin restricciones morales, describiendo cómo los gobernantes pueden hacer frente a las complejidades del poder.
La segunda, de rango psicológico, tiene que ver con los rasgos de una personalidad hipócrita y falsaria, calculadora, falta de empatía y que lo subordina todo al propio beneficio.

## Elementos del maquiavelismo
En obras como El príncipe y los Discursos sobre la primera década de Tito Livio analiza Maquiavelo cuál es el tipo de  príncipe o gobernante que se ha dado hasta su época, fundándose en su experiencia política como secretario de príncipes, en la primera de esas obras, y más en sus múltiples lecturas como historiador y su esperanza como político en la segunda. Le obsesiona sobre todo cómo ha de ser el caudillo que logre la unidad e independencia de Italia, víctima de numerosas intrusiones exteriores y divisiones internas en múltiples repúblicas que luchan celosamente entre sí. Para ello la necesidad impera sobre la moral. Propone, de hecho, las figuras de Francesco Sforza o de Fernando el Católico a causa de su virtud, pero también de su suerte; ya que la virtud sin fortuna sirve de muy poco, como ejemplifica en el caso de César Borgia:
«Quiero aducir dos ejemplos que nuestra propia época nos ha proporcionado a propósito de las dos maneras de llegar al principado, o sea, por la virtud y por la fortuna. Se trata de Francesco Sforza y César Borgia [...] Por otra parte, César Borgia —llamado vulgarmente duque Valentino— adquirió el Estado gracias a la fortuna de su padre, y con el irse de ella lo perdió, a pesar de haber recurrido a todo tipo de medios y haber hecho todas aquellas cosas que un hombre prudente y virtuoso debía hacer [...]». 
—Nicolás Maquiavelo, El príncipe; Madrid: Aguilar, 2010, pp. 70-71.
El príncipe debe disponer de las habilidades del león (la fuerza) y del zorro (la astucia) «el león no se libera de las trampas; el zorro no se defiende de los lobos; por tanto debemos ser zorros para conocer las trampas, y leones para asustar a los lobos» (El príncipe, XVIII). La contribución del maquiavelismo y que resultó fundamental para la doctrina política europea, fue la separación de la ciencia política de la moral y la religión. Maquiavelo establece que la conducta práctica del político se ha de desarrollar al margen de consideraciones teóricas fuera de la realidad; y la obsesiva persecución del poder y del prestigio cueste lo que cueste, con independencia de consideraciones éticas que se posponen a ese fin, ya que el fin importa más que los medios. Dicha concepción tiene antecedentes antiguos, especialmente griegos, en las ideas de Anacarsis el escita y de Trasímaco. El político, para gobernar a los hombres, ha de disciplinarlos. Para ello debe conseguir prestigio y autoridad mediante el uso la fuerza, lo que exige prescindir de consideraciones éticas y usarlas solamente como apariencia, de forma que se establece como principio supremo la «razón de Estado»: el objetivo del Estado es su propia supervivencia, y ésta puede llegar a legitimar un mal menor a costa de evitar un mal mayor. Eso viene a suponer que la mentira es la conducta política menos mala:
«Cuando un príncipe dotado de prudencia ve que su fidelidad en las promesas se convierte en perjuicio suyo y que las ocasiones que le determinaron a hacerlas no existen ya, no puede y aún no debe guardarlas, a no ser que él consienta en perderse. Obsérvese bien que si todos los hombres fueran buenos este precepto sería malísimo; pero como ellos son malos y que no observarían su fe con respecto a ti si se presentara la ocasión de ello, no estás obligado ya a guardarles la tuya, cuando ello te es forzado.»
Hay dos tipos de príncipes para Maquiavelo: los que escuchan y los que no escuchan. Si el príncipe es débil, debe recurrir a la astucia mejor que a la fuerza y no ser esclavo de su palabra, sino de su conveniencia. Afirmó, pues, parafraseando al emperador Calígula, que «es mucho más seguro ser temido que ser amado» (El príncipe, XVIII), y que «la fuerza es justa cuando es necesaria» y «los hombres se deben mimar o extinguir, porque se vengan por cualquier ofensa ligera y de las graves no pueden: así que la ofensa que se haga al hombre debe ser tal que no se tema la venganza» (El príncipe, III).
Los textos de Maquiavelo enfatizan una especie de juego con el poder, en el cual se problematiza y soluciona los miedos de gobernantes, en relación con las decisiones políticas. Como consecuencia, estas soluciones son vistas como justificación de acciones inmorales. «El hecho de que Maquiavelo describa inmoralidades no lo convierte en inmoral». La polémica surge una vez que todo fin abstracto es justificado por los medios; sin embargo, Maquiavelo no  afirma que este fin específico justifica los medios, sino que dice que éstos serán juzgados como honrosos por el vulgo (pueblo), al que desprecia por no ver más allá de las apariencias.
Esto se complica aún más cuando los lectores observan que Maquiavelo describe a los gobernantes que realizan acciones inmorales como virtuosos. La estructura y complejidad de El príncipe genera distintos puntos de vista; pero queda claro que el objetivo al que Maquiavelo quería llegar era «mostrar a otro cómo funcionan las relaciones reales de poder en la modernidad, y cómo se logra la estabilidad para que éste pueda tomar el mando y salvar a Italia». La paradoja se encuentra en que en ningún lugar de El príncipe o los Discursos, se encuentran las palabras «el fin justifica los medios», frase que se atribuye a la principal enseñanza de la primera obra.

## Recepción del maquiavelismo
La recepción del maquiavelismo ha sido diversa y cambió a lo largo de los siglos, dependiendo del contexto histórico y de las creencias predominantes en cada época. Durante el Renacimiento, cuando Nicolás Maquiavelo escribió sus obras, sus ideas fueron vistas como un intento pragmático de entender la política en un período de gran inestabilidad. Muchos líderes italianos, especialmente los príncipes de la época, encontraron en El príncipe un manual útil para consolidar el poder. Sin embargo, su enfoque de la política, que no se detiene ante la moralidad tradicional, fue rechazado por figuras religiosas y morales que lo consideraron un defensor del cinismo y la amoralidad.
A lo largo de los siglos posteriores, el maquiavelismo fue duramente criticado, especialmente por los pensadores cristianos, que lo veían como incompatible con los principios éticos del cristianismo. Para muchos, las ideas de Maquiavelo representaban una amenaza para el orden moral y social, pues justificaban la manipulación y la tiranía si el fin lo requería. Sin embargo, con el tiempo, en el siglo XIX, pensadores políticos comenzaron a ver el maquiavelismo de manera diferente, considerándolo como una teoría realista que reconocía las crudas realidades del poder y la política. Su enfoque, aunque polémico, era visto como un cuestionamiento del idealismo moral y una reflexión sobre el funcionamiento del Estado en situaciones extremas.
En la actualidad, el término «maquiavelismo» sigue siendo utilizado con su acepción original, pero con una connotación generalmente negativa. Se asocia principalmente con la manipulación, el engaño y la falta de ética, tanto en la política como en otros campos, como los negocios. En la psicología, se utiliza para describir a personas que muestran una tendencia a manipular a los demás sin remordimientos, buscando siempre sus propios intereses.
Las ideas políticas y sociales con respecto al estado de poder de Maquiavelo han sido comparadas con las del Leviatán de Hobbes e incluso muchas veces Maquiavelo es visto como un predecesor de Hobbes. También sus ideas sobre la naturaleza humana y la función de autoridad de un estado son similares y, hasta cierto punto, sus obras no fueron apreciadas sino mucho después. En contraste, Maquiavelo escribió sobre el poder solo en el contexto político y social, mientras que el punto de vista de Hobbes respecto al poder es mucho más complejo, al describir la relación del individuo con el Estado.
«El poder de un hombre viene determinado por sus medios actuales para obtener algún buen futuro aparente». —Hobbes.